# چنذانق
چنذانق روستایی است که در استان اردبیل، شهرستان اردبیل، بخش مرکزی، دهستان شرقی قرار دارد.

## جمعیّت
بر اساس سرشماری سال ۱۳۸۵ جمعیّت این روستا ۷۲۸ نفر با ۱۴۴ خانوار بوده‌است.